# Agonita decemmaculata
Agonita decemmaculata is een keversoort uit de familie bladkevers (Chrysomelidae). De wetenschappelijke naam van de soort werd in 1900 gepubliceerd door Ernst Gustav Kraatz.